# سینایا
شهر سینایا (به رومانیایی: Sinaia) در شهرستان پرهوا در کشور رومانی واقع شده‌است. جمعیت این شهر ۱۴٬۶۳۶ نفر  است.

## نگارخانه

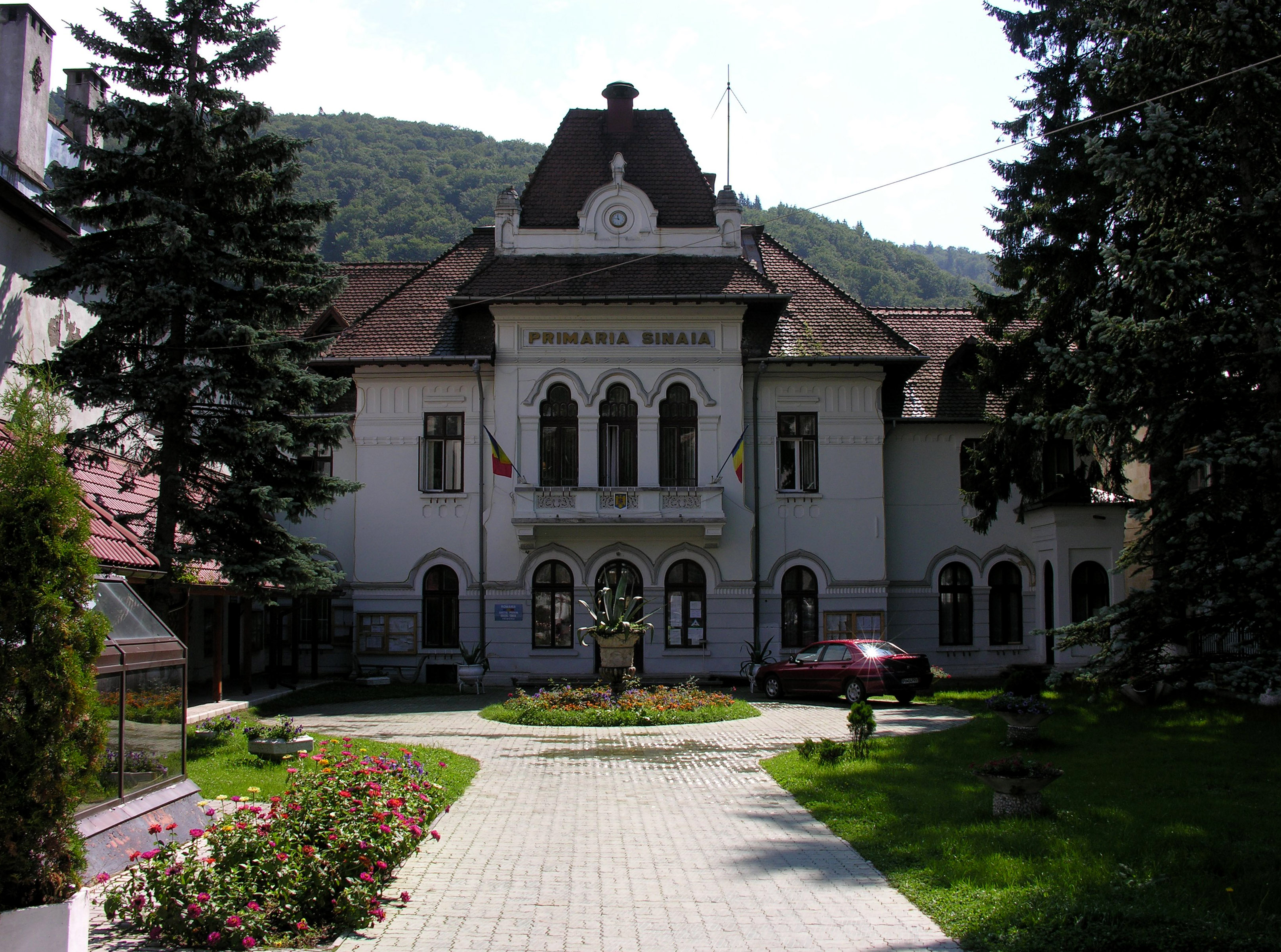
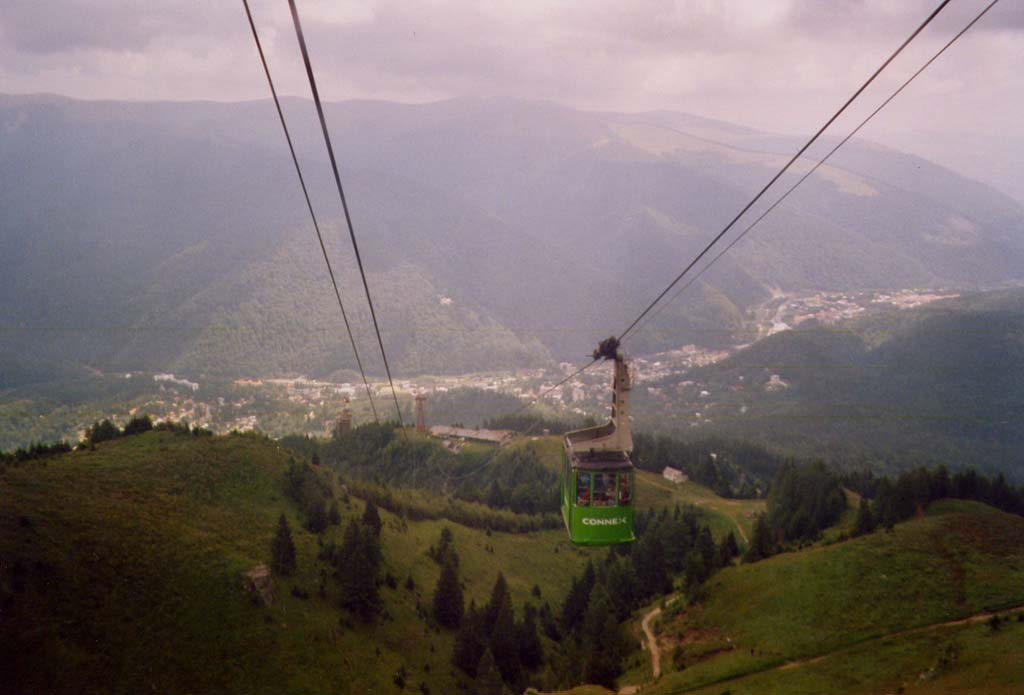
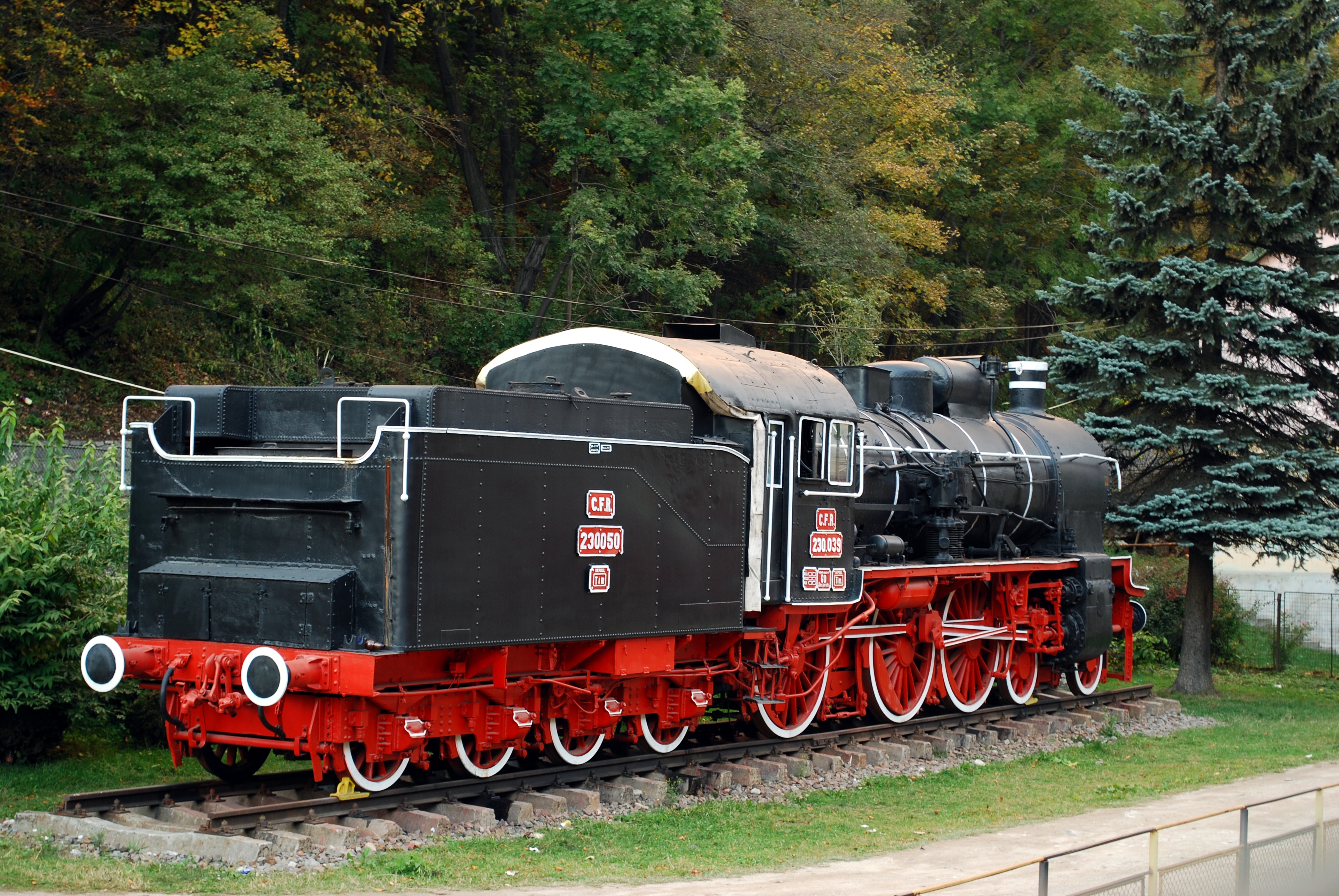
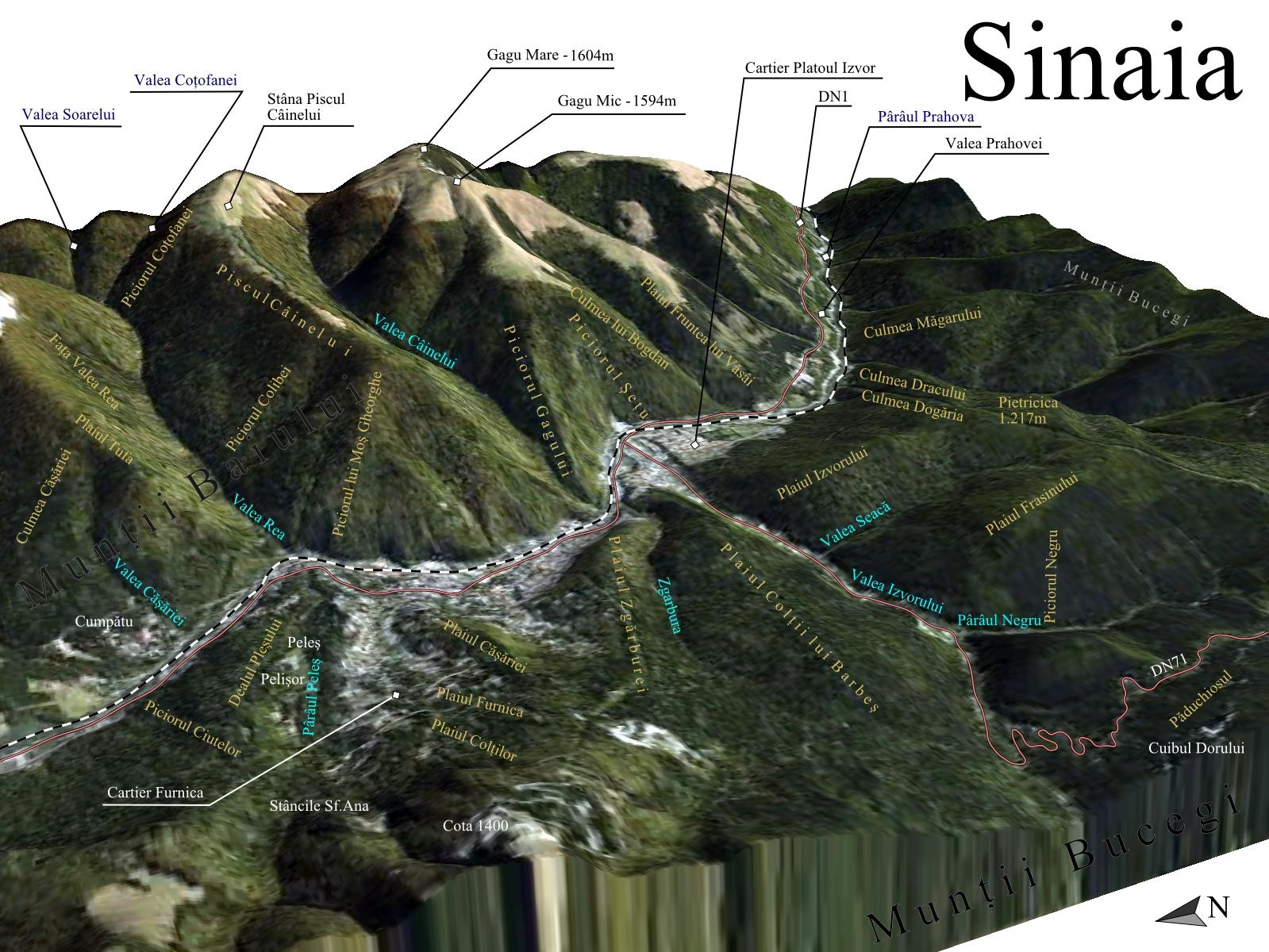